# Linchamiento en San Marcos
El linchamiento en San Marcos fue un linchamiento realizado el 5 de noviembre de 2024 en la localidad peruana de San Marcos, Áncash, contra un grupo de delincuentes que intentó secuestrar a un empresario de la zona. El linchamiento culminó con cinco delincuentes muertos.

## Acontecimientos
El 5 de noviembre de 2024, un empresario de iniciales W.D.S. fue interceptado por ocho individuos en los alrededores de Aceitepampa y obligado a subirse a una camioneta de color gris. El hermano de W., dándose cuenta de la situación, publicó en redes sociales:
¡Auxilio! A mi hermano Withman sujetos desconocidos han secuestrado en Aceitepampa antes de llegar a Huancha hace 15 minutos. Camioneta gris. Se han dirigido a San Marcos. Por favor, pido a toda la población salir y apoyar. Han sido ocho encapuchados y lo han subido a una camioneta gris.
En medio de la persecución a los secuestradores, alrededor de las 9:30 de la noche el empresario logró escapar y refugiarse en una zona segura. En la zona de Huancha, los pobladores lograron capturar a cinco de ellos en la camioneta. Los delincuentes fueron identificados como: Roody del Río Soria, Alexis Inocente Bermúdez, Sebastián Tarazona Laura, Dylan Huamancayo Berrocal y Joseph Guerra Ramírez, todos provenientes del distrito de Comas, en Lima.
Una vez capturados, los delincuentes fueron desvestidos y golpeados por la multitud, mientras la policía intentó evitar el linchamiento. Los pobladores transmitieron el linchamiento por redes sociales mientras interrogaban a los delincuentes, quienes fueron atados y puestos en el suelo. En la madrugada del 6 de noviembre, tras dispersarse la mayoría de la población, la policía pudo acercarse a los delincuentes, quienes yacían muertos. Además, se reportó que la camioneta usada para el secuestro fue incendiada.